# Trạch Nhượng
Trạch Nhượng (giản thể: 翟让; phồn thể: 翟讓; bính âm: Zhái Ràng, ? - 14 tháng 12 năm 617) là một thủ lĩnh khởi nông dân vào thời Tùy mạt. Tin vào sấm ngôn cho thấy Lý Mật sẽ trở thành hoàng đế, ông đã nhường vị trí thủ lĩnh cho Lý Mật và phụng sự dưới quyền người này. Vào mùa đông năm 617, Lý Mật đã cho phục kích giết chết ông tại một bữa tiệc.

## Nổi dậy
Vào năm 616 hay trước đó, Trạch Nhượng là một pháp tào ở Đông quận (東郡, nay gần tương ứng với An Dương, Hà Nam), vì bị cáo buộc phạm tội nên ông bị phán xử trảm. Ngục lại Hoàng Quân Hán (黃君漢) thấy Trạch Nhượng kiêu dũng nên thương cảm, đã bí mật thả ông ra vào ban đêm. Sau đó, Trạch Nhượng chạy đến trại Ngõa Cương (瓦崗) ở gần đó và tập hợp một số nông dân nghèo khổ tổ chức nổi dậy chống triều đình. Hai trong số những thuộc hạ chủ chốt của ông là Đan Hùng Tín và Từ Thế Tích, họ đề xuất với ông rằng không nên cướp bóc của người dân địa phương để có lương thực cho binh sĩ. Hai người này nói rằng vì Biện Thủy (汴水) chảy qua các quận Huỳnh Dương (滎陽, nay gần tương ứng với Trịnh Châu, Hà Nam) và Lương (梁郡, nay gần tương ứng với Thương Khâu, Hà Nam) và có hoạt động giao thông thủy nhộn nhịp, họ chỉ cần cướp bóc tàu thuyền đi lại trên sông. Trạch Nhượng chấp thuận, đội quân của ông bắt đầu thu thập của cải. Ngày càng có thêm những người tuyệt vọng gia nhập vào Ngõa Cương quân, nâng tổng quân số lên hơn một vạn.
Lý Mật vốn là mưu chủ  của Dương Huyền Cảm khi Dương Huyền Cảm tiến hành nổi dậy vào năm 613. Sau khi Dương Huyền Cảm thất bại, Lý Mật phiêu bạt khắp nơi để tìm một thủ lĩnh nổi dậy có thể hợp tác với mình. Lý Mật thấy Trạch Nhượng là thủ lĩnh nổi dậy mạnh nhất trong khu vực nên đã gặp gỡ với Trạch Nhượng thông qua Vương Bá Đương (王伯当)- là một thủ lĩnh nổi dậy khác. Lý Mật đã đề xuất một số sách lược cho Trạch Nhượng, cũng thuyết phục được một số thủ lĩnh nổi dậy khác liên hiệp lại dưới quyền chỉ huy của Trạch Nhượng. Lý Mật từng đề xuất với Trạch Nhượng hãy tận dụng thời cơ Tùy Dạng Đế ở Giang Đô (江都, nay thuộc Dương Châu, Giang Tô) mà dẫn quân tiến công đông đô Lạc Dương và kinh đô Trường An. Trạch Nhượng không có tâm làm những việc trọng đại như vậy, vì thế không chấp thuận kế hoạch, song ngày càng trở nên ấn tượng trước Lý Mật và đối đãi như khách quý.
Trong khi đó, xuất hiện sấm ngôn "Lý thị đương vương", các thủ lĩnh nổi dậy bắt đầu tin rằng Lý Mật là hoàng đế tiếp theo, do đó họ bắt đầu quy phục bản thân Lý Mật. Khi Trạch Nhượng biết được điều này, ông ta càng ấn tượng với Lý Mật hơn và xem xét chấp thuận kế hoạch của Lý Mật. Lý Mật cũng thuyết phục chiến lược gia và chiêm tinh gia Giả Hùng (賈雄) của Trạch Nhượng chấp thuận kế hoạch của mình. Khi Trạch Nhượng hỏi Giả Hùng liệu các dấu hiệu chiêm tinh có chỉ ra rằng kế hoạch của Lý Mật có thể thành công hay không, Giả Hùng nói rằng sẽ như vậy, song Lý Mật có thể sẽ không thành công trong việc trở thành hoàng đế, nhưng nên ủng hộ Lý Mật. Trạch Nhượng tin lời Giả Hùng và ban phú quý cho Lý Mật hơn nữa.
Theo khuyến nghị của Lý Mật, Trạch Nhượng bắt đầu tiến công và chiếm các thành trong quận Huỳnh Dương. Đáp lại, Tùy Dạng Đế phái Trương Tu Đà (張須陀) dẫn quân thảo phạt Trạch Nhượng. Trạch Nhượng lúc trước từng thua vài trận trước Trương Tu Đà nên nay cảm thấy lo sợ, song Lý Mật đã thuyết phục Trạch Nhượng rằng có thể đánh bại được vị tướng Tùy này. Theo đề xuất của Lý Mật, Trạch Nhượng lệnh Lý Mật dẫn một nghìn lính và nấp trong rừng phục kích, còn mình sẽ giao chiến trực diện với quân Tùy. Trương Tu Đà vốn xem thường Trạch Nhượng, dẫn quân lao thẳng tới tiến công, Trách Nhượng chống ngự qua loa rời vờ thua chạy, Trương Tu Đà đuổi theo hơn 10 dặm, đường đi ngày càng hẹp, tiến vào nơi Lý Mật đã bố trí phục binh. Lý Mật cho quân mai phục xông ra tập kích Trương Tu Đà, bao vây quân triều đình. Ban đầu, Trương Tu Đà có thể thoát khỏi vòng vây, song do cố gắng cứu một số thuộc hạ, Trương Tu Đà đã tử trận, quân triều đình bị tiêu diệt. Qua chiến thắng này, danh tiếng của Ngõa Cương quân được khuếch trương rất nhiều, nguồn cung thực phẩm cũng nhiều lên. Sau chiến thắng, Trạch Nhượng lập một đội quân riêng do Lý Mật chỉ huy, gọi là "Bồ Sơn công doanh". Khi đội quân của Lý Mật phát triển, các binh sĩ của Trạch Nhượng bắt đầu có xích mích với binh sĩ của Lý Mật. Trạch Nhượng do đó đã tách quân của mình ra khỏi Lý Mật song ngay sau đó đã hối tiếc về quyết định này và lại hội quân với Lý Mật.

## Phụng sự Lý Mật
Vào mùa xuân năm 617, Lý Mật thuyết phục Trạch Nhượng rằng do Dạng Đế ở xa và để Dương Đồng trấn thủ đông đô Lạc Dương, các quần thần ở đó sẽ không đồng lòng. Do đó, họ đã phái Bùi Thúc Phương (裴叔方) đến Lạc Dương để do thám, song Bùi Thúc Phương đã bị phát giác và các quần thần ở Lạc Dương bắt đầu chuẩn bị tăng cường phòng thủ trước một cuộc tiến công. Đáp lại, Lý Mật và Trạch Nhượng dẫn 7.000 tinh binh công chiếm Lạc Khẩu thương (洛口倉), một kho lương thực to lớn do Dạng Đế cho xây dựng. Ngõa Cương quân mở kho cứu tế cho người dân, nhiều người thấy vậy cũng gia nhập quân nổi dậy. Các tướng Tùy là Lưu Trường Cung (劉長恭) và Phòng Trắc (房崱) nhận định Ngõa Cương quân không khác gì một lũ đạo tặc đến kiếm ăn, họ xem nhẹ đội quân này nên đã bị tiến công. Lý Mật và Trạch Nhượng để quân trong thành Lạc Dương bị đói, dự định sau đó sẽ tấn công và chiếm thành.
Sau trận chiến, Trạch Nhượng nhường cho Lý Mật làm thủ lĩnh và đề xuất trao tước hiệu Ngụy công cho Lý Mật. Lý Mật chấp thuận, cải nguyên niên hiệu, trong văn thư xưng là hành quân nguyên soái Ngụy công phủ. Lý Mật trao cho Trạch Nhượng chức 'Thượng trụ quốc', 'tư đồ', phong tước "Đông quận công".

## Qua đời
Vào mùa đông năm 617, bắt đầu có xung khắc giữa Trạch Nhượng và một vài bộ tướng khác của Lý Mật. Tư mã Vương Nho Tín (王儒信) và Huỳnh Dương quận công Trạch Hoằng (翟弘) đều đề xuất Trạch Nhượng nắm lấy quyền nhiếp chính và tước bỏ quyền lực của Lý Mật, mặc dù đề xuất đó không được Trạch Nhượng chấp thuận song chuyện này đã đến tai Lý Mật. Trạch Nhượng cũng trở nên tham lam với các chiến lợi phẩm, tra tấn tướng Thôi Thế Xu (崔世樞) để lấy tiền, đánh đập Hình Nghĩa Kỳ (邢義期) vì tội từ chối đánh bạc với ông ta, và đòi một lượng lớn từ kho châu báu của Phòng Ngạn Tảo, thậm chí còn đi xa hơn khi nói với Phòng:
Gần đây khi ngươi tiến công Nhữ Nam [(汝南, nay gần tương ứng với Trú Mã Điếm, Hà Nam)], ngươi thu giữ được nhiều vàng, bạc và châu báu, song người chỉ trao chúng cho Ngụy công, không đưa cho ta. Nên nhớ rằng ta là người cho ông ấy trở thành công tước, và ai biết được điều gì sẽ xảy ra sau này?
Do lo sợ, Phòng Ngạn Tảo bẩm lại sự việc cho Lý Mật, Phòng và Trịnh Thính (鄭頲) đều đề xuất Lý Mật cho quân phục kích Trạch Nhượng, Lý Mật chấp thuận. Tại một bữa tiệc do Lý Mật tổ chức cho Trạch Nhượng, Trạch Hoằng, Bùi Nhân Cơ và Hác Hiếu Đức, giữa buổi tiệc, Lý Mật đuổi các binh sĩ bảo vệ Trạch Nhượng ra ngoài và giả vờ đưa ra một cây cung tốt rồi bảo Trạch Nhượng giương thử, tận dụng thời cơ, Lý Mật đã lệnh cho Thái Kiến Đức (蔡建德) giết chết Trạch Nhượng, sau đó giết chết Trạch Hoằng, cháu của Trạch Nhượng là Trạch Ma Hầu (翟摩侯), và Vương Nho Tín. Cả Đan Hùng Tín và Từ Thế Tích cũng suýt bị giết, song được tha theo lệnh của Vương Bá Đương. Sau đó, Lý Mật giao lại quân do Trạch Nhượng chỉ huy cho Đan, Từ và Vương.